# Ragnhild Simunsdatter
Ragnhild Simunsdatter , född 1250, död 1300, var en innevånare på Shetlandsöarna. Hon är känd för det mål för bedrägeri hon drev mot flera manliga makthavare på Shetlandsöarna under år 1299 och som betraktas som ett historiskt viktigt rättsfall. 